# The Triplets
The Triplets (englisch für Die Drillinge, in Argentinien Punta Tres Mellizos) sind ein dreigipfeliger Berg nahe dem westlichen Ende von Robert Island im Archipel der Südlichen Shetlandinseln. Er ragt am Südostufer der Coppermine Cove auf.
Wissenschaftler der britischen Discovery Investigations nahmen 1935 die deskriptive Benennung vor.